# Gasterostena ikedai
Gasterostena ikedai is een vlinder uit de familie wespvlinders (Sesiidae), onderfamilie Tinthiinae.
Gasterostena ikedai is voor het eerst wetenschappelijk beschreven door Arita & Gorbunov in 2003. De soort komt voor in het Oriëntaals gebied.